# Organizm (zespół muzyczny)
Organizm – polski zespół pochodzący z Warszawy i okolic, łączy gatunki rock alternatywny i muzyki elektronicznej.
W 2007 zespół nagrał cover na składankę Warszawa, Tribute To Joy Division. W styczniu 2008 ukazała się debiutancka płyta Głową w Dół (Kuka Records). Płyta otrzymała bardzo dobre recenzje. Organizm zagrał na festiwalach Open'er i Jarocin, oraz około 100 koncertów w całej Polsce. W 2010 muzycy skomponowali i nagrali nową płytę, Koniec. Początek. Powidok, która została zmiksowana przez Grzegorza Kaźmierczaka (z zespołu Variété) i zmasterowana przez Marcina Borsa. Płyta ukazała się nakładem Wytwórni Krajowej 14 listopada 2011. We wrześniu 2015 zespół wydał płytę Plaża Babel nakładem Thin Man Records. Płyta jest woltą stylistyczną Organizmu w kierunku łączenia brzmień elektronicznych z tradycyjnym instrumentarium. Tekstowo jest to koncept album. Plażę Babel nagrał i wyprodukował Marcin Bors. Czwarta płyta długogrająca Czy ty Też Tak Masz ukazała się w kwietniu 2019. Organizm ponownie de-konstruuje swoje brzmienie, do syntezatorów i elektronicznych bitów dochodzą elementy bluesa, ambientu, plemiennych zaśpiewów, kurortowego dancingu z lat 80, a na finiszu nawet pojawia się chór gospel z Londynu. W lipcu 2023 roku, Organizm rozpoczął nagrania kolejnej już, piątej płyty pt. "Odmiany łapania tchu". Producentem jest Marcin Bors.

## Dyskografia
- Głową w dół – styczeń 2008
- Koniec początek powidok – 14 listopada 2011
- Plaża Babel – 11 września 2015
- Czy ty też tak masz – 12 kwietnia 2019
- Odmiany łapania tchu – 31 maja 2024

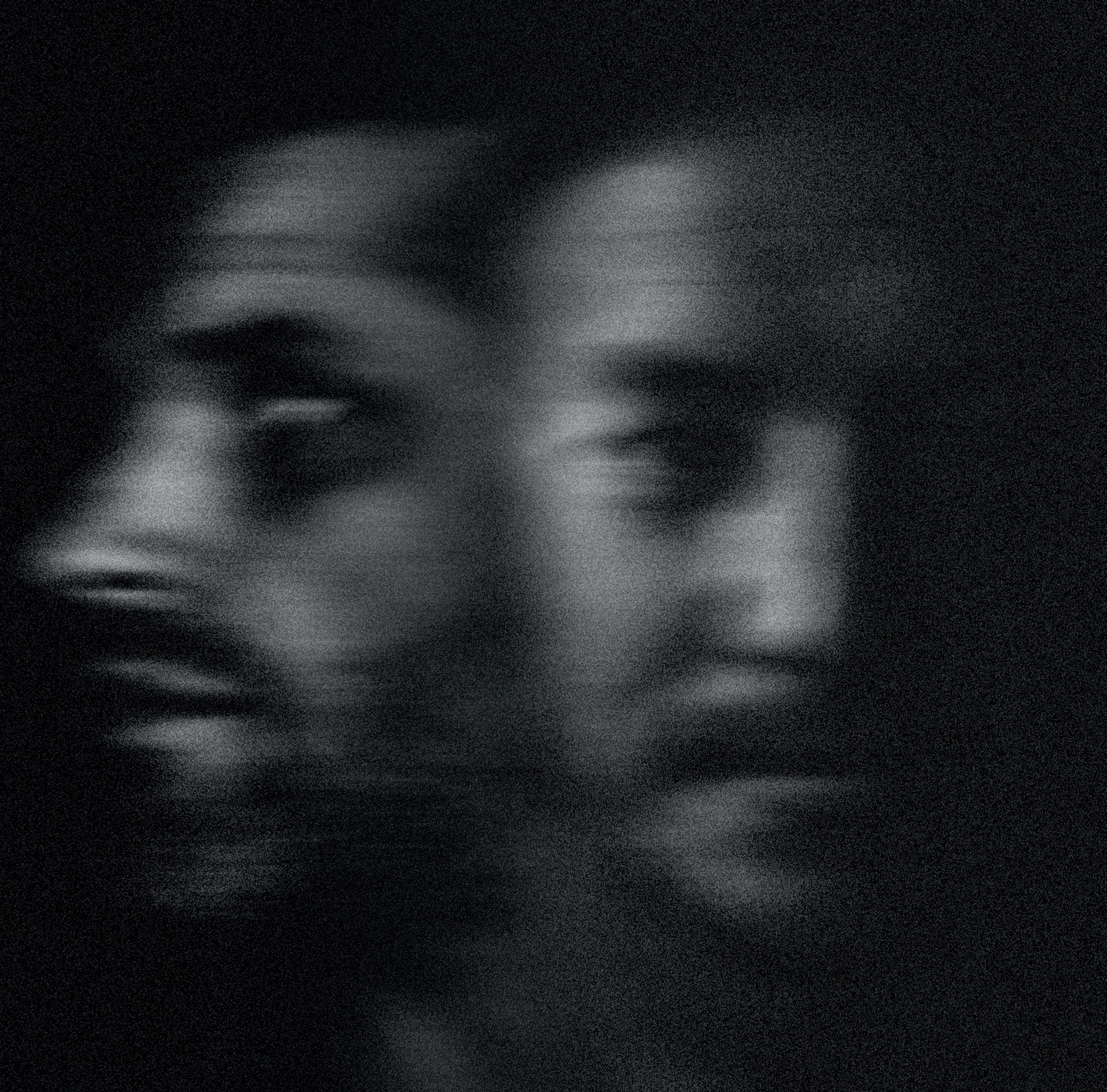
zespół Organizm: Jędrek, Kuba